# Stensböle gård
Stensböle gård är en herrgård i Borgå i det finländska landskapet Nyland. Gårdens historia är känd från 1300-talet och ägs sedan 1990 av Svenska Litteratursällskapet i Finland. Nuförtiden fungerar gården som ett museum.

## Historia
Åbo domkyrkas Svartbok omnämner Stensböle gård år 1327. Gården har byggts genom att sammanslå Wentzelgård, Herrbacka och fyra frälsehemman i Askola socken. Gårdens areal omfattar ungefär 1 300 hektar.
Den nuvarande huvudbyggnaden färdigställdes år 1815. Den stora trädgården runt herrgården grundades på 1700-talet. Även den äldsta byggnaden på gårdsområdet härstammar från samma århundrade; ett spannmålsmagasin byggdes på Stensböle gård år 1777.
Ägarsläkter till Stensböle gård har inkluderat Rotkirch och Wallenskjöld. Under 1700-talet ägdes gården av den berömda ögonläkaren Barbro Hästesko-Fortuna. År 1990 donerades gården till Svenska Litteratursällskapet i Finland. Den sista invånaren på Stensböle gård var Gunvor Wallensköld.
Stora delar av gårdens markområde har skyddats som Natura-områden. En historiebok om gården med titeln 'Stensböle i Borgå, En herrgård under 700 år' publicerades av SLS år 2004.